# Eurotúnel

Mapa Eurotúnel

Perfil geològic al llarg del túnel segons va ser construït.

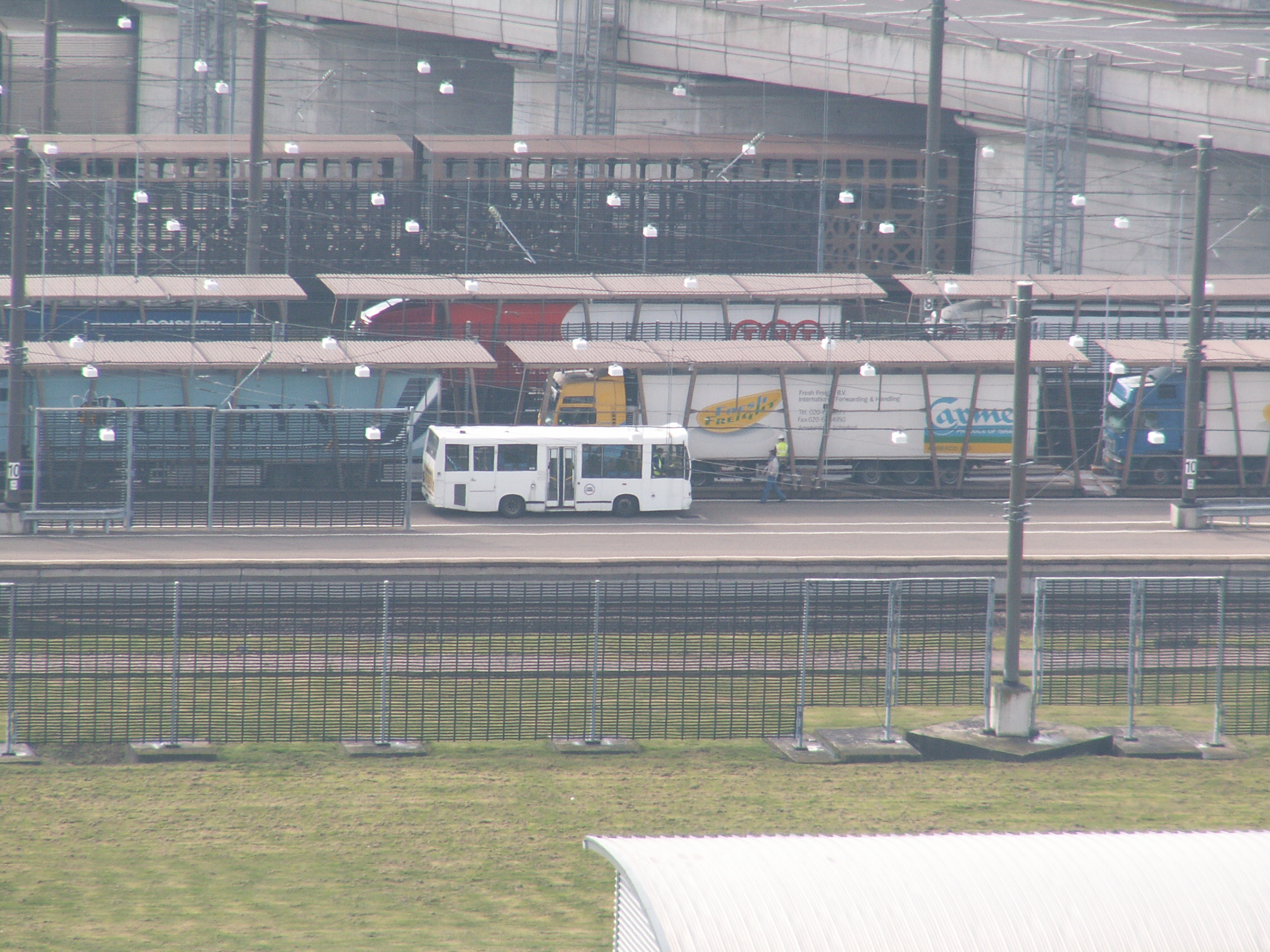
Terminal de l'Eurotúnel a Dover, Anglaterra

L'Eurotúnel és un túnel ferroviari que creua el Canal de la Mànega, entre França i Anglaterra. És una important infraestructura del transport internacional. Va ser obert el 6 de maig de 1994. És el tercer túnel més llarg del món, només per darrere del Túnel de Seikan i el Túnel del Sant Gotard. La travessia en tren dura aproximadament 35 minuts entre Calais/Coquelles (França) i Folkestone (Regne Unit).
Els primers plans per construir un enllaç fix ja daten del 1802, però la pressió política i mediàtica britànica sobre el compromís de la seguretat nacional havia interromput els intents de construir un túnel. Un primer intent infructuós es va fer a final del segle xix, al costat anglès, «amb l'esperança de forçar la mà del govern anglès». Finalment, el consorci Eurotunnel, va començar la construcció el 1988 i es va inaugurar el 1994. Valorat en 5.500 milions de lliures el 1985, va ser en aquell moment el projecte de construcció més car mai proposat. El cost finalment va pujar a 9.000 milions de lliures, molt per sobre del pressupost.
El túnel és explotat per l'empresa francobritànica Eurotunnel. El 2013 va assolir un volum de facturació de 1.090 milions d'euros, i va sobrepassar per primera vegada la xifra de 1.000 milions.

## Característiques tècniques
Té una longitud de 50 km, 39 km submarins, i així és el túnel submarí més llarg del món, amb una profunditat mitjana de 40 metres. Està format per tres galeries: 
- Dos túnels de 7,6 m de diàmetre reservats per al transport ferroviari, un d'anada i un altre de tornada.
- Una galeria de serveis de 4,8 m, preparada per a una evacuació o pel manteniment dels altres

Aquestes tres galeries estan unides cada 375 metres per petits túnels transversals d'auxili i manteniment, que permet que hi hagi un corrent d'aire per a disminuir la pressió, evitant així la propagació del fum en cas d'incendi, així com la resistència aerodinàmica al pas dels trens que circulen a 140 km/h.

## Construcció
L'Eurotúnel va ser construït amb onze tuneladores fabricades per l'empresa japonesa Kawasaki Heavy Industries. Tenia 8,78 m de diàmetre i 350 m de longitud, amb un pes de 1.000 tones.
La creació de túnels requereix una sòlida comprensió de la geologia i la selecció dels millors estrats de roca a través dels quals construir-los. Les característiques del túnel de la Mànega inclouen:
- Creta als penya-segats a banda i banda del Canal, sense accidents importants.

- Quatre estrats geològics, formats per sediments marins entre 90 i 100 milions d'anys d'antiguitat. Els dos estrats superiors estan formats per cretes permeables, per sobre una tercera capa de creta lleugerament permeable i una quarta capa impermeable d'argila (del període Cretaci inferior). Entre aquests dos darrers estrats, se situa una fina capa de sorra calcària i gluconítica.

- La capa de creta blava (francès: "craie bleue") d'entre 25 i 30 m de gruix localitzat al terç inferior més baix d'aquest material, era a priori l'estrat més adequat del llit del Canal per excavar un túnel. Es tracta d'un material relativament fàcil de perforar, que requereix un mínim sosteniment, i amb un contingut d'argila del 30-40% que proporciona impermeabilitat a l'aigua subterrània.

La profunditat mitjana del llit del Canal és de 54 m, amb un màxim de 180 m. A la zona del túnel no se superaven els 70 m, de manera que la profunditat màxima de la rasant del túnel respecte del nivell del mar és de 107,3 metres.

## Avantatges
- El tren d'alta velocitat Eurostar tarda 2 hores i 20 minuts per anar de Londres a París, i 1 hora i 57 minuts de Londres a Brussel·les.
- Les càrregues es desplacen per un tren en compte de ser transportades per camions o ferris a través del Canal, subjecte a condicions meteorològiques adverses o altres factors.
- Els automobilistes entren en els trens de transbordament i poden romandre als vehicles o passejar mentre creuen el túnel. Els camioners entren els camions en els vagons, i un minibús els trasllada al vagó club, on tenen seients i poden menjar.

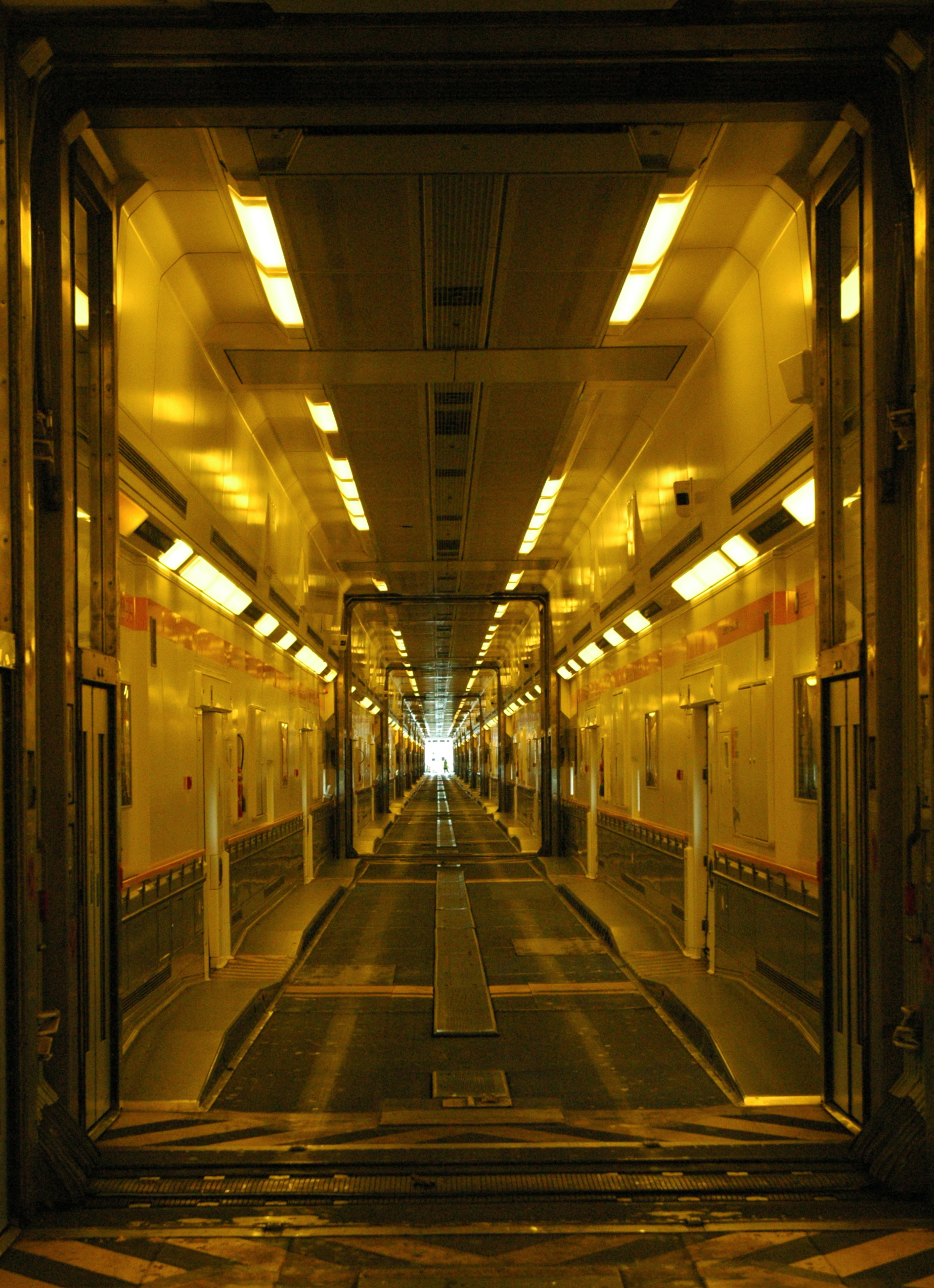
Interior d'un vagó portacotxes.

Hi ha portes entre cada vagó que es retiren per permetre la càrrega i circulació de cotxes, des de la cua fins al cap dels trens, en dues altures. Aquestes portes es tanquen quan els cotxes estàn carregats i es tornen a obrir per a la descàrrega. Contenen una porta més petita que els vianants poden obrir.

## Societat concessionària

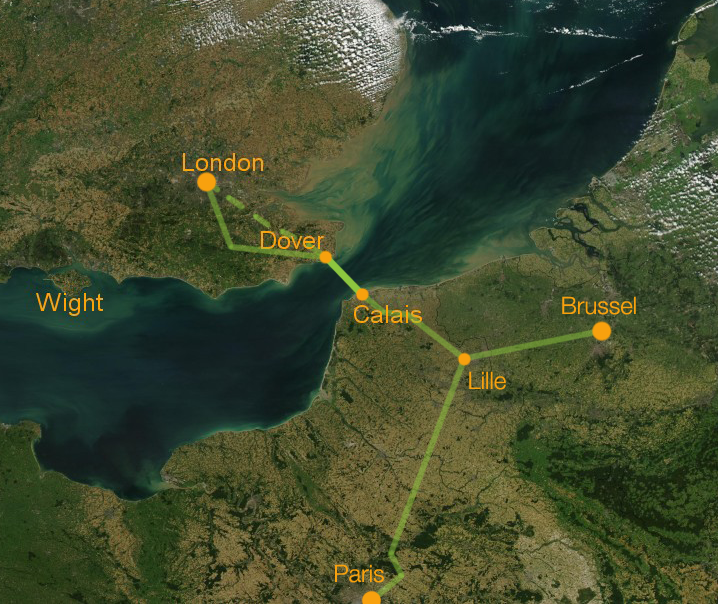
Ubicació i connexions

Va ser finançat per societats privades, sense intervenció estatal, a canvi de la concessió de l'explotació fins a 2052. Un estudi de 1984 per bancs francesos i anglesos considerava viable el projecte. El govern anglès, dirigit per Margaret Thatcher, es va oposar al finançament públic del projecte, postura acordada amb el govern francès en el Tractat de Canterbury.
Va costar 16.000 milions d'euros. Les dificultats de coordinació entre empreses contractades i subcontractades i la dificultat tècnica del projecte, va pujar'ne els costos considerablement.
Eurotunnel és la societat privada concessionària del projecte. Gestiona el transport ferroviari, cobra un peatge a les companyies ferroviàries que utilitzen el túnel i explota amb els seus propis mitjans el trànsit ferroviari de camions i passatgers. La demanda ha estat menor del previst; sobre una previsió de 30 milions de viatgers i 15 milions de tones anuals de mercaderies, el 2003 es van transportar 6,8 milions de viatgers i 1,5 milions de tones de mercaderies.

## Entrada d'altres operadors
Després del canvi de la normativa de seguretat per la Channel Tunnel Safety Authority (CTSA) per a trens de viatgers en l'Eurotúnel, discutida el 2009 amb els fabricants i operadors, aquesta va atorgar al juny de 2013 a l'operadora alemanya DB la Part B del Certificat de Seguretat, que reconeix que es disposa d'un Sistema de Gestió de Seguretat que satisfà la normativa comunitària per a aquest tram, és a dir, que compleix els tràmits de seguretat i organització, la qual cosa faculta a DB a posar serveis per l'Eurotúnel amb qualsevol material homologat.
Això no té res a veure amb la suposada homologació dels trens Velaro D ja que, a més, les proves d'evacuació en l'Eurotúnel, realitzades a l'octubre de 2010, es van dur a terme amb un ICE 3M, el mateix que va ser exposat en l'estació londinenca de St. Pancras. La Part A del certificat confirma que l'Empresa Ferroviària disposa d'un Sistema de Gestió de Seguretat que satisfà les normes i requisits europeus i nacionals, de forma harmonitzada en el conjunt del sistema ferroviari europeu; mentre que la Part B confirma l'aplicació d'aquest Sistema de Gestió de Seguretat per circular per una determinada infraestructura (un recorregut punt a punt per una línia). El Certificat té una validesa de cinc anys, renovable per períodes successius iguals, sempre que es compleixin les condicions normatives exigides per al seu atorgament.
Posteriorment, la UKBA (The UK Border Agency) va explicar que no hi haurà controls fora dels actuals (Lille, París i Brussel·les), i que no li agrada el suggeriment de DB que els controls es facin a bord dels trens. Per la seva banda, SNCF està doblant la capacitat de la zona de control de passaports en l'estació de Lille-Europe.
Després d'aquestes notícies, a més de les dificultats per homologar els Velaro D fins i tot a Alemanya, DB ha aparcat els seus plans per arribar a Londres, almenys en aquesta dècada.
Eurostar va anunciar un servei fins a Marsella en 2015 que requerirà una parada de 1h 43m a Lille (sentit Londres) per al control d'equipatges i passaports.

## Volum de tràfic
| Any   | Quantitats (en milers) | Quantitats (en milers) | Quantitats (en milers) | Quantitats (en milers) | Quantitats (en milers) | Quantitats (en milers) | Quantitats (en milers) | Quantitats (en milers) | Quantitats (en milers) | Quantitats (en milers) |
| Any   | Viatgers               | Tones                  | Cotxes                 | Autocars               | Camions                | Estimació              | En llançadora          | Total                  | Total                  | Trens                  |
| 1995  | 2.920                  | 1.350                  | 1.223                  | 23                     | 391                    | 3.987                  | 5.082                  | 6.907                  | 6.432                  |                        |
| 1996  | 4.995                  | 2.784                  | 2.077                  | 58                     | 519                    | 7.475                  | 6.747                  | 12.470                 | 9.531                  |                        |
| 1997  | 6.004                  | 2.925                  | 2.319                  | 65                     | 256                    | 8.344                  | 3.327                  | 14.348                 | 6.252                  |                        |
| 1998  | 6.308                  | 3.141                  | 3.351                  | 96                     | 705                    | 12.173                 | 9.161                  | 18.481                 | 12.302                 |                        |
| 1999  | 6.593                  | 2.865                  | 3.260                  | 82                     | 839                    | 11.392                 | 10.904                 | 17.985                 | 13.769                 |                        |
| 2000  | 7.130                  | 2.947                  | 2.784                  | 79                     | 1.133                  | 10.092                 | 14.731                 | 17.222                 | 17.678                 |                        |
| 2001  | 6.947                  | 2.447                  | 2.530                  | 75                     | 1.198                  | 9.293                  | 15.571                 | 16.240                 | 18.018                 |                        |
| 2002  | 6.603                  | 1.464                  | 2.336                  | 72                     | 1.231                  | 8.669                  | 16.004                 | 15.272                 | 17.468                 |                        |
| 2003  | 6.315                  | 1.744                  | 2.279                  | 72                     | 1.285                  | 8.527                  | 16.703                 | 14.842                 | 18.447                 |                        |
| 2004  | 7.277                  | 1.889                  | 2.101                  | 63                     | 1.281                  | 7.752                  | 16.656                 | 15.028                 | 18.545                 |                        |
| 2005  | 7.454                  | 1.588                  | 2.047                  | 77                     | 1.309                  | 8.149                  | 17.014                 | 15.604                 | 18.602                 |                        |
| 2006  | 7.858                  | 1.569                  | 2.022                  | 67                     | 1.296                  | 7.695                  | 16.851                 | 15.553                 | 18.421                 |                        |
| 2007  | 8.261                  | 1.214                  | 2.142                  | 65                     | 1.415                  | 7.925                  | 18.391                 | 16.186                 | 19.605                 |                        |
| 2008  | 9.113                  | 1.239                  | 1.907                  | 56                     | 1.254                  | 6.964                  | 16.306                 | 16.078                 | 17.545                 | 2.718                  |
| 2009  | 9.220                  | 1.181                  | 1.917                  | 55                     | 769                    | 6.941                  | 10.000                 | 16.161                 | 11.181                 |                        |
| 2010  | 9.529                  | 1.128                  | 2.125                  | 57                     | 1.089                  | 7.542                  | 14.158                 | 17.071                 | 15.286                 |                        |
| 2011  | 9.680                  | 1.325                  | 2.263                  | 56                     | 1.263                  | 7.873                  | 16.423                 | 17.553                 | 17.748                 | 2.388                  |
| 2012  | 9.912                  | 1.227                  | 2.424                  | 59                     | 1.465                  | 8.391                  | 19.043                 | 18.303                 | 20.271                 | 2.325                  |
| 2013  | 10.133                 | 1.364                  | 2.481                  | 65                     | 1.363                  | 8.749                  | 17.717                 | 18.882                 | 19.081                 | 2.547                  |
| 2014  | 10.398                 | 1.648                  | 2.572                  | 63                     | 1.440                  | 8.922                  | 18.723                 | 19.320                 | 20.371                 | 2.900                  |
| 2015  | 10.399                 | 1.421                  | 2.557                  | 58                     | 1.484                  | 8.702                  | 19.289                 | 19.101                 | 20.709                 | 2.421                  |
| Total | 163.050                | 38.462                 | 48.717                 | 1.364                  | 22.985                 | 175.558                | 298.801                | 338.608                | 337.262                |                        |

Font: Eurotunnel

Gràfic que mostra l'evolució dels diferents tipus de tràfic.

La primera columna representa el nombre de viatgers en trens Eurostar, la sisena i la setena columna representen una estimació oficial sobre el transport en trens llançadora.

## Incendis
Varis són els incidents d'aquesta naturalesa que han ocorregut en l'Eurotúnel. Les mesures de seguretat van funcionar bé, i no hi ha hagut cap víctima molrtal. Des de la inauguració s'han produït quatre incendis:
- El primer va ocórrer al novembre de 1996, quan un camió es va incendiar provocant el tall del túnel durant diversos mesos.
- El segon va tenir lloc a l'agost de 2006, pel mateix motiu, però aquesta vegada sense causar cap dany.
- Un altre es va produir l'11 de setembre de 2008, per un tren de càrrega incendiat, el que va interrompre tot el tràfic i el servei de passatgers.
- El 17 de gener de 2015, quan un camió va cremar l'extrem francès del túnel. L'accident va obligar a tancar l'Eurotúnel tot el dia.